# Código uno
Código uno fue un programa de Televisión española emitido entre 1993 y 1994. 

## Formato
En el programa se abordaban sucesos criminales reales, que no habían sido solucionados por la policía. Tras un breve reportaje sobre el caso, los colaboradores habituales del programa exponían su punto de vista y seguidamente se entrevistaba a una persona relacionada con el caso. Finalmente, se emitía un segundo mini-reportaje sobre la cuestión.

## Presentadores
Inicialmente fue presentado por el periodista, reportero y escritor Arturo Pérez-Reverte acompañado por Mayte Pascual. A finales de 1993, el primero decidió abandonar el programa, en medio de una polémica, al acusar al espacio de contener basura tras haber abordado el suicidio de una menor. Pascual continuó en solitario con las tareas de presentación.
Desde el 7 de febrero de 1994 y hasta su cancelación, Julio César Iglesias se hizo cargo del espacio, tanto de la presentación como de la dirección, ampliando el contenido del programa no solo a sucesos criminales sino también a otros casos de especial interés humano.

## Colaboradores
El programa contaba con el asesoramiento y la opinión de la periodista Margarita Landi y el portavoz policial Manuel Giménez.

## Anécdota
En 1993 se produjo un fenómeno que no se haría viral hasta años más tarde. Se trataba de un hombre llamado José Tojeiro Díaz, del pueblo de Cariño (La Coruña), que fue asaltado por unas «chicas de compañía» que le robaron 16 000 francos suizos y 80 000 pesetas, además de numerosos objetos de valor. Fue su testimonio lo que llamó bastante la atención por cómo relataba los hechos, especialmente su famosa frase: «me echaron droja, en el Cola Cao».